# 루시오 필로메노
루시오 필로메노(Lucio Filomeno, 1980년 5월 8일)는 아르헨티나 출신의 전 축구 선수이다.

## 클럽 경력
2005년 부산 아이파크에 입단하여 한 시즌 동안 활약하였다. 당시 등록명은 루시오를 사용하였고 포지션은 공격수였다.
리그에는 출전하지 않았고, 리그컵 8경기에 출전하여 1도움을 기록하였다.